# 多脉高粱
多脉高粱（学名：Sorghum nervosum）为禾本科高粱属下的一个种。

## 扩展阅读
維基物種上的相關：多脉高粱